# Det Moderne Gennembrud
Det Moderne Gennembrud er en litterær periode, der typisk anses for at vare fra 1870 til 1890. Betegnelsen anvendes især om litteraturen i Skandinavien og bruges særligt om de nordiske digtere, der under Georg Brandes' lederskab satte problemer under debat.
Bevægelsen bag litteraturen indledtes med Georg Brandes' forelæsninger på Københavns Universitet fra 1871, der udkom som Hovedstrømninger i det 19de Aarhundredes Litteratur i seks bøger fra 1871 til 1890.
I 1883 udgav Georg Brandes bogen Det moderne Gennembruds Mænd, der indeholdt en række portrætter af personer involveret i bevægelsen.
Det Moderne Gennembrud dannede grobund for Det Folkelige Gennembrud i starten af 1900-tallet.
Det Moderne Gennembrud har i en undervisningsmæssig sammenhæng været angivet som en litterær periode beliggende mellem Romantikken (1800-1870) og Modernisme og Realisme (1890-2000).

## Andre betegnelser
I politisk sammenhæng blev kredsen bag Det Moderne Gennembrud kaldt det litterære Venstre, eller det europæiske venstre som blev brugt i forhold til betegnelsen det grundtvigske Venstre. Edvard Brandes, der særligt gik ind for radikalismen, var i 1905 medstifter af det Radikale Venstre.
Betegnelserne Brandesianisme, Den brandesianske aandsretning og den brandensianske bevægelse blev også brugt. Vilhelm Andersen skrev i 1919 vedrørende brandesianisme: "[E]t Sæt af politiske, sociale, religiøse, videnskabelige og kunstneriske Ideer, som man i Kamptiden slog sammen under det grimme Navn “Brandesianisme” og kaldte “europæisk” for ikke at sige “jødisk”."

## Forløb

### Politisk Baggrund
I 1849, efter pres fra blandt andet skribenter og intellektuelle, indføres Junigrundloven, som medfører et parlament med et landsting og et folketing, samt frihedsrettigheder såsom trykke-, tros- og forsamlingsfrihed. Bønderne havde allerede før grundloven taget de demokratiske idéaler til sig, blandt andet gennem de af Grundtvig inspirerede folkehøjskoler samt gennem andelsbevægelsen. I 1864 taber Danmark den anden slesvigske krig, og må derved afstå hertugdømmerne Holsten, Lauenborg og Slesvig, hvilket medfører en tilbagegang for de Nationalliberale og en fremgang for Højre, der i 1866 tilvejebringer Den Gennemsete Grundlov. Fra 1875 til 1894 var J.B.S. Estrup regeringsleder. Perioden 1885 til 1894, hvor Højre regerede uden flertal i Folketinget, omtales som Provisorietiden. Først efter systemskiftet i 1901 skulle regeringen have støtte fra et flertal i folketinget.
Omkring 1870, mens industrialiseringen var i gang i Danmark, var litteraturen og malerkunsten stadig i høj grad præget af biedermeiertiden. Særligt København ændrede i denne tid karakter fra at være præget af embedsmænd til at være præget af arbejdere, fabriksejere og bygherrer.

### Litterær forandring
Da Georg Brandes den 3. november 1871 holdt tale over emnet Hovedstrømninger i det nittende århundredes litteratur på Københavns Universitet var dansk litteratur fortsat præget af nationalromantiske forestillinger, klassiske idealer og en god tone. Foredraget var stærkt kritisk over for den danske provinsialisme, det gammeldags formsprog, gammeldags temaer og manglen på de moderne litterære og videnskabelige bevægelsers tilstedeværelse i Danmark. Han fremsatte: "Det, at litteratur i vore dage lever, viser sig i, at den sætter problemer under debat." Foredragene blev en publikumssucces; de medførte at København blev et centrum for den moderne nordiske litteratur, og de havde i Danmark indflydelse på en række betydelige forfattere deriblandt kvindelige forfattere.

### Publikationer
Mellem 1870 og 1874 blev Tidsskriftet Nyt Dansk Maanedsskrift udgivet under redaktion af Vilhelm Møller. Det indeholdt artikler af Georg Brandes, digte af Holger Drachmann, og digte og artikler af J.P. Jacobsen. Senere, fra 1874 til 1877, udgav Georg og Edvard Brandes Det nittende Aarhundrede.
Edvard Brandes grundlagde den 1. oktober 1884 Politiken sammen med Viggo Hørup og Herman Bing

### Udbrydere fra Det Moderne Gennembrud
Ibsens skuespil En Folkefjende (1882) og Bjørnsons skuespil En Handske (1883) brød med Brandes' tankegang, og teksterne var ikke nævnt i Det Moderne Gennembruds Mænd, der inkluderede beskrivelser af Ibsen og Bjørnson.
En del af J.P. Jacobsens digte karakteriseres som nyromantik. Han skrev for eksempel digtsamlingen Hervert Sperring (1868), der havde romantiske og symbolistiske grundmotiver, og som han sendte til Georg Brandes. Han brød også med Brandesbrødrenes internationalisme ved at insistere på danskheden af sin roman Fru Marie Grubbe fra 1876.
Holger Drachmann var med i Litteraturselskabet fra 1872 og havde en brevveksling med Georg Brandes. Han brød dog med kredsen i 1880´erne, og gik derefter i en nyromantisk retning.
Drachmann udgav Skyggebilleder fra Rejser i Ind- og Udland i 1883 hvori det fremgik:
| “ | Deroppe i Departementet skjulte han sig bag en Avis, tilsyneladende fordybet i Læsningen om Tidens store Røre herhjemme: Thi den store Røre var endelig kommet herhjemme. Men hvad betød Socialisme, Radikalisme, Ateisme, Parlamentarisme for Fuldmægtig Abel? For femten Aar siden, da han rejste, da han læste, da han i Udlandet ved Selvsyn, eller fra Udlandet gennem Literaturen fordybede sig i samme Bevægelser, større, anskueligere mere vidtrækkende - da vilde han sandsynligvis også med Interesse have betragtet Brydningernes Reflekser her hos os. Men nu? [...] Man raabte højt paa lige Ret for alle, paa Realpolitik, paa Virkelighedsliteratur. Hvad var reelt og virkeligt for ham, uden netop [hans datter]. | ” |

Samme værk indeholdt en harsk polemik mod Brandes og hans franske naturalisme.
Samme dag som Skyggebilleder udkom Det Moderne Gennembruds Mænd, der indeholdt et personligt og kunstnerisk kritisk portræt af Drachmann, hvor Brandes blandt andet skrev at rejsen der blev grundlaget for Drachmanns Derovre ved Grænsen blev foreslået af den ene af redaktørerne til Det nittende Aarhundrede for at få materiale til tidsskriftet. Drachmann skrev som en reaktion i Dagbladet den 11. december 1883 en artikel, der indeholdt følgende:
| “ | De Herrer "Evolutionsmænd" er bleven staaende, forstokket, blindt, fanatisk, fast paa Stedet, hvor de stod i Begyndelsen af Halvfjerdserne. [...] [H]verken den danske eller noget Lands bedre litteratur [skrives] under nogensomhelt Betingelse, fra nogetsomhelst synspunkt, paa den Bestillingsmaade, der smager af Butikken, af Grossistlageret, hvortil man kunne antage, at [brødrene Brandes] med deres underjordiske Rødder er knyttet. | ” |

Peter Nansen skrev følgende om begivenhederne i en kronik i Politiken i 1917:
| “ | Jeg mindes faa Begivenheder, der har gjort et saa dybt og smerteligt Indtryk paa mig personligt [...] som dette Drachmanns Brudd med hans gamle literære Venner og Kampfæller. Vi stod ganske uforstaaende. At Drachmann, denne af os alle forgudede Digter, gik over i "Fjenden"s Lejr og kort efter endog blev det mest reaktionære Højres lavrbærkronede Festdigter, besyngende alt det, som syntes os Indbegrebet af taabelig Chauvinisme, virkede direkte som en Sorg, ja som et ydmygende Nederlag. | ” |

### Bevægelsens slutning
Under en Europa-rejse sammen med Edvard Brandes i 1873 viser J.P. Jacobsen sygdomstegn fra tuberkulose, som han havde pådraget ved året før at have begivet sig rundt i danske moser i alt slags vejr, også om vinteren, for at studere alger. Han dør i 1885.
Georg Brandes' tankegang var omkring 1890 betydeligt anderledes end i begyndelsen af 70´erne. Hans tankegang havde bevæget sig over i en stærkt individualistisk retning, som man har kaldt aristokratisk radikalisme. I 1890 udkom det sidste bind af Georg Brandes' Hovedstrømninger i det 19de Aarhundredes Litteratur. Han udgav stadig tekster, blandt andet William Shakespeare (i tre bind 1895-96), Samlede Skrifter (i 16 bind 1899-1910), en fast mandags-artikel i Politiken (1901-1905), samt hans sidste bog Urkristendom (1927).

### Senere bevægelser
I 1890'erne blev Det Moderne Gennembrud til dels afløst af symbolismen med udgangspunkt i flere forfatteres interesse for spirituelle og religiøse emner. Realismen i Det Moderne Gennembrud forblev dog, blandt andet gennem Det Folkelige Gennembrud, hos forfattere som Selma Lagerlöf, Johannes V. Jensen og Martin Andersen Nexø.

## Forfattere i Det Moderne Gennembrud
Georg Brandes' værk Det Moderne Gennembruds Mænd indeholder beskrivelser af Bjørnstjerne Bjørnson, Henrik Ibsen, J.P. Jacobsen, Holger Drachmann, Edvard Brandes, Sophus Schandorph og Erik Skram. Derudover havde medlemmer af Litteraturselskabet og Bogstaveligheden kontakt med Det Moderne Gennembrud. Af forfatterene i Det Moderne Gennembrud modtog Henrik Pontoppidan, Karl Gjellerup og Bjørnstjerne Bjørnson Nobelprisen i litteratur.

### Kendte forfattere
| - Herman Bang - Edvard Brandes - Georg Brandes - Holger Drachmann - Carl Ewald - Mathilde Fibiger - Karl Gjellerup - J.P. Jacobsen - Henrik Pontoppidan - Adda Ravnkilde - Sophus Schandorph - Johan Skjoldborg - Amalie Skram (norsk, aktiv i Danmark) - Erik Skram - Martin Andersen Nexø | - Bjørnstjerne Bjørnson - Arne Garborg - Henrik Ibsen - Hans Jæger - Alexander Kielland - Jonas Lie - Victoria Benedictsson - August Strindberg |

## Det Moderne Gennembruds kvinder
Udbruddet fra de herskende traditioner medførte, udover samfundsmæssige forandringer, store personlige omkostninger; særligt for de mange kvindelige forfattere, der som alle andre kvindelige kunstnere i denne kulturelle brydningstid havde meget svære vilkår i deres opgør med patriarkatet, ikke blot i deres egen levetid, men efterfølgende blev "glemt" eller aktivt skrevet ud af kulturhistorien i tiden efter århundredeskiftet. Kun enkelte kvindelige forfattere fra tiden huskes i dag ved navn eller indgår i opslagsværker.
Pil Dahlerup forsvarede i 1983 sin doktorgrad og udgav sin bog Det Moderne Gennembruds Kvinder om netop 70 vigtige kvindelige forfattere fra Det Moderne Gennembruds tid. Der nævnes forfattere som
- Jenny Blicher-Clausen
- Therese Brummer
- Anna Erslev
- Emma Gad
- Erna Juel-Hansen
- Olivia Levison
- Theodora Mau
- Adda Ravnkilde
- Elisabeth Wedell-Wedellsborg
- Vilhelmine Zahle

Det er tolkningen af det patriarkalske menneskebillede i dets opbrud, der giver den kvindelige gennembrudslitteratur dens spænding.
[De kvindelige] forfattere er forskellige, men uanset hvor de står inden for kvindebilledet, står de uden for [det patriarkalske] menneskebillede.
Det er dette “dobbeltblik” af protest og accept, der er tolkningspunktet i hver enkelt tekst og i periodens kvindelitteratur som helhed.
| „ | Denne “vaklen” [mellem mandligt og kvindeligt menneskesyn på sig selv og verden] er imidlertid samtidig et gennembrud, de kvindelige forfatteres væsentligste bidrag til [den litterære] udvikling i perioden. Det kan se ud af lidt, men ikke des mindre er det det litterære udtryk for demokratiseringen af det borgerlige menneskebillede. Historisk set er det et kulturchok... | “ |

Olivia Levison lægger op til, at depression kan opfattes som realisme...det, man som kvinde ser i depression, er den realistiske opfattelse af kvindelighedens vilkår under et patriarkat og et mandssamfund.
Litteraturhistorisk bidrager den kvindelige gennembrudslitteratur til det begyndende skift fra det faderlige og det moderlige menneskebillede, til det seksualiserede,....[og at] skiftet er et af de væsentligste i den menneskelige psykes historie er uomtvisteligt.
De kvindelige forfatteres arbejder kan altså læses som en samtale omkring og protest mod det patriarkalske menneskebillede, med manden som den eneste med omnipotent skaberkraft og kvinden som et modtagende medium, en beholder, for denne. Først i 1927 finder lægevidenskaben det kvindelige æg. Tidens centrale problemer blev liggende, fordi det ikke blev set af de opinionsdannende medier. De få myndige røster som Elisabeth Grundtvigs, havde ingen chance for at trænge igennem til den offentlige meningsdannelse. Det senere mandlige kulturelle backlash efter 1900 brugte den freudianske psykoanalyse som argument for mandlig fysisk og psykisk overlegenhed, og syn på kvinder som utilregnelige. Og dette backlash kan vel også ses som en væsentlig årsag til, at de fleste af periodens kvindelige kunstnere efter deres levetid aktivt udviskes fra kulturhistorieskrivningen.

## Kendetegn ved Det Moderne Gennembrud

### Kvindekamp
Forud for Det Moderne Gennembrud udgav Mathilde Fibiger i 1850 bogen Clara Raphael, der omtalte kvinders rolle i samfundet ud fra en ung kvindes synspunkt. Senere skrev Amalie Skram romaner og noveller med kvindelige hovedpersoner, der omhandlede kvindekampen, bl.a. Constance Ring fra 1885.
Georg Brandes skrev følgende i forordet til sin oversættelse fra 1869 af John Stuart Mills Kvindernes Underkuelse:
| “ | [D]et var min Hensigt til Udgangspunkt for en Polemik mod den i Danmark herskende traditionelle Betragtning af det bestaaende Forhold mellem Mand og Kvinde at tage S. Kierkegaards paa theologiske Forudsætninger hvilende Afhandlinger om Ægteskabet. | ” |

 Han skrev dog ikke polemikken og oversatte Mills bog i stedet.
Dansk Kvindesamfund blev stiftet i 1871 på initiativ af Matilde og Fredrik Bajer.
Henrik Ibsens skuespil Et dukkehjem, der havde premiere Oslo i 1879, satte ægteskabet op til debat, da hovedpersonen Nora forlod sin mand og sine børn, for at realisere sig selv som menneske.

### Kritik af romantikken
Georg Brandes kritiserede den romantiske litteratur for at idealisere intuition, impuls og usystematisk refleksion på bekostning af intellekt og vilje. Han fremsatte i 1872: Geniet er ikke den geniale Lediggjænger, men den geniale Arbejder.

### Frisind
Om Georg Brandes' forelæsninger og artikler blev der senere skrevet, at de "vakte røre ved deres hyldest til den frie tanke og frisindets kamp mod reaktion og tradition."

### Ateisme
I 1880 skrev J.P. Jacobsen bogen Niels Lyhne, hvis hovedperson er fantast og ateist
I 1888 holdt Georg Brandes fem forelæsninger om Friedrich Nietzsche, der blev til artiklerne Aristokratisk Radikalisme (1889) og Det Store Menneske. Kulturens Kilde (1890).

### Fornuft/rationalitet/logik
Georg Brandes mente selv, at det moderne gennembrud var en genvækkelse af oplysningstiden, og dens fokus på rationalisme og empirisme.

### Realisme
Realisme, som en kunstform og som en litterær form, går ud på at vise virkeligheden som den virkeligt fremstår uden besmykkelse eller fortielse. Under realisme ligger Kritisk realisme, der er udtalt i 1880ernes problemlitteratur med blandt andet Henrik Pontoppidan, Amalie Skram, Arne Garborg og Hans Jæger. Herman Bang publicerede i 1879 artikelsamlingen Realisme og Realister, hvori indgik artiklen lidt om dansk realisme.

### Darwinisme
J.P. Jacobsen skrev om darwinismen i Nyt dansk maanedsskrift 1871, før han i 1872 publicerede sin danske oversættelse af Charles Darwins Arternes Oprindelse. Samme år i samme tidsskrift havde han en Polemik om emnet med D.G. Monrad.